# Trachysalambria longipes
Trachysalambria longipes is een tienpotigensoort uit de familie van de Penaeidae. De wetenschappelijke naam van de soort is voor het eerst geldig gepubliceerd in 1875 door Paul'son.